# Franz Koglmann
Franz Koglmann (Mödling, 22 maggio 1947) è un trombettista e compositore austriaco.

## Discografia parziale
- 1973 – Flaps (Pipe)
- 1977 – Opium for Franz (Pipe)
- 1984 – Schlaf Schlemmer, Schlaf Magritte (hatART)
- 1986 – Ich (hatART)
- 1990 – Orte Der Geometrie (hatART)
- 1990 – The Use of Memory (hatART; a nome Franz Koglmann Pipetet)
- 1990 – A White Line (hatART)
- 1991 – L'Heure Bleue (hatART)
- 1995 – Cantos I-IV (hatHUT)
- 1997 – O Moon My Pin-Up (hatOLOGY)
- 1999 – Make Believe (Between the Lines)
- 2000 – An Affair with Strauss (Between the Lines; a nome Franz Koglmann & Monoblue Quartet)
- 2001 – Don't Play, Just Be (Between the Lines)
- 2001 – Venus In Transit (Between the Lines)
- 2003 – Fear Death By Water (Between the Lines)
- 2007 – Nocturnal Walks